# El mal querer
El mal querer és el segon àlbum d'estudi de la cantant catalana Rosalía, publicat el 2 de novembre de 2018. Signat per Sony Music, el disc fou compost per ella mateixa i produït per El Guincho. Presentat com un àlbum experimental i conceptual, gira entorn del desamor, a una relació tòxica i al no saber estimar. La idea original en què s'inspira aquest treball prové d'una novel·la anònima occitana datada del segle xiii, Flamenca, que relata la història d'una dona que es casa amb un home que degut a la gelosia l'acaba empresonant. Tot i això, la protagonista aconsegueix escapar amb el seu amant, qui li ensenya el que és l'amor. El disc està presentat com una novel·la en què cada cançó representa un capítol i el disc en conjunt suposa un viatge per fases: l'enamorament, l'inici de la gelosia, el patiment i, finalment, l'empoderament de la dona.
Aquest àlbum, de fet, es va fer amb la intenció de ser el Treball de Fi de Grau de la cantant, quan aquesta s'estava a punt de graduar de l'Escola Superior de Música de Catalunya. Malgrat això, El mal querer, va ser l'àlbum amb el qual Rosalía va aconseguir un reconeixement internacional.
Abans del llançament de l'àlbum, Rosalía n'avançà tres senzills: «Malamente», el maig del 2018; «Pienso en tu mirá», el juliol del mateix any; i «Di mi nombre», a l'octubre, que es convertiren en èxits virals degut a l'estètica trencadora i el simbolisme poètic. Fou amb el seu primer single, «Malamente», i més tard amb el videoclip d'aquesta cançó, amb el que l'artista aconseguí ressò internacional, convertint-se en una de les cançons més influents de l'any 2018. La data del llançament del disc fou anunciada a Times Square a una pantalla gegant, però fou la pròpia Rosalía amb una publicació a l'Instagram, una xarxa social des d'on l'artista gaudeix de molta popularitat, on va revelar els diferents capítols d'El mal querer.
El mal querer fusiona les influències de flamenc clàssic i els sons urbans més moderns, amb una producció actual pròpia del pop i del trap, caracteritzada per l'ús de samplers, autotunes, sintetitzadors, teclats i determinades línies de baix.
Tots els aspectes de El mal querer, incloent-hi els visuals, l'enginyeria, la composició i les veus, es van anotar una gran victòria al camp dels Grammy. Als Grammy Llatins 2018, "Malamente" va ser nominat a cinc premis, incloent-hi Enregistrament de l'Any, Cançó de l'Any, Millor Vídeo musical versió curta, Millor fusió/interpretació urbana i Millor Cançó Alternativa, guanyant aquests dos últims, i a la cerimònia de l'any següent, l'àlbum va guanyar per Àlbum de l'Any, Millor Àlbum Vocal Pop Contemporani, Millor Enginyeria d'Enregistrament i Millor Paquet d'Enregistrament, mentre que la cançó "Pienso En Tu Mirá" va ser nominada a Millor cançó pop. Amb sis premis, es va convertir en l'àlbum més premiat per una artista femenina i en l'única artista femenina a guanyar l'Àlbum de l'Any després de Shakira. L'àlbum també va guanyar el Premi Grammy al Millor Àlbum Llatí de Rock, Urbà o Alternatiu en la 62a edició dels Premis Grammy. En l'actualització de 2020 dels 500 Millors Àlbums de Tots els Temps de Rolling Stone, El Mal Querer va ser nomenat el millor àlbum en espanyol de tots els temps i el 315º millor en general.

## Recepció de la crítica
El mal querer fou aclamat per la crítica tant nacional com internacional, amb diversos mitjans qualificant-lo d'obra mestra i enumerant-lo entre els millors discs de l'any. Alexis Petridis de The Guardian atorgà a l'àlbum la màxima puntuació, definint-lo com «la targeta de presentació d'un talent únic i nou». Elogià la veu de Rosalía, segons ell responsable de dotar l'àlbum d'«una gran frescura», i apuntà que el seu estil vocal contrasta amb la majoria d'estils habituals en què actuen la majoria d'artistes de pop.

## Llista de cançons[2]
| Núm. | Títol | Durada |
| ---- | --- | ------ |
| 1.   | «Malamente. Cap. 1: Augurio» (amb C. Tangana)                                                                             | 2:30   |
| 2.   | «Que no salga la luna. Cap. 2: Boda» (amb Las Negras, Nani Cortés, Lin Cortés, Los Mellis, Pablo Díaz Reixa i Juan Mateo) | 4:29   |
| 3.   | «Pienso en tu mirá. Cap. 3: Celos» (amb Milagros i Los Mellis)                                                            | 3:13   |
| 4.   | «De aquí no sales. Cap. 4: Disputa»                                                                                       | 2:24   |
| 5.   | «Reniego. Cap. 5: Lamento» (amb Jesús Bola)                                                                               | 3:28   |
| 6.   | «Preso. Cap. 6: Clausura» (amb Rossy de Palma)                                                                            | 0:40   |
| 7.   | «Bagdad. Cap. 7: Liturgia» (amb el Cor de l'Orfeó Català i Joan Albert Amargós)                                           | 3:02   |
| 8.   | «Di mi nombre. Cap. 8: Éxtasis» (amb Las Negris, Los Mellis, Pablo Díaz Reixa i Laura Boschetti)                          | 2:42   |
| 9.   | «Nana. Cap. 9: Concepción»                                                                                                | 3:17   |
| 10.  | «Maldición. Cap. 10: Cordura»                                                                                             | 2:55   |
| 11.  | «A ningún hombre. Cap. 11: Poder»                                                                                         | 1:34   |